# Kernen (Berg)
Der Kernen (schwäbisch d´r Kerne) ist mit 512,7 m ü. NHN nach der Hinteren Schur (514,7 m ü. NHN) der zweithöchste Berg des Schurwalds in Baden-Württemberg, Deutschland und zugleich der höchste Punkt der Stadt Fellbach.

## Geographische Lage
Der waldreiche Kernen befindet sich im Südwesten des Rems-Murr-Kreises im äußersten Westen des Schurwaldes. Er erhebt sich etwa 2,5 km südsüdwestlich von Rommelshausen (zu Kernen im Remstal), knapp 2,5 km westsüdwestlich von Stetten (zu Kernen im Remstal), rund 4,5 km nördlich von Esslingen, zirka 2,5 km ostnordöstlich vom Stuttgarter Stadtteil Uhlbach und etwa 3,5 km südöstlich von Fellbach (jeweils Luftlinie). Auf seine Kuppe führen mehrere Wanderwege.
Südsüdöstlich befindet sich in knapp 1 km Entfernung der Katzenkopf.

## Kernenturm
Auf dem Kernen steht der Kernenturm, der 1896 vom Schwäbischen Albverein erbaut wurde. Von dort kann die Aussicht unter anderem in den Stuttgarter Talkessel, zur Schwäbischen Alb und übers Remstal auf die Berglen hinüber genossen werden.

## Name
Der Begriff Kernen dürfte von einem östlich liegenden Flurstück „Gernhalde“ abgeleitet sein (wie ein Gern = Speer zulaufend).
Einer alten Sage zufolge könnte der Name Kernen allerdings auch von einer List kommen: Einst habe auf dem Kernen die Befestigung Beiburg gestanden. Als die Beiburg belagert wurde, seien die Feinde der Beiburg von einem Angriff abgehalten worden, indem ein „Stümpchen Kernen“ (gegerbter Dinkel) an Vieh verfüttert wurde. Dieses Vieh wurde geschlachtet und dessen Eingeweide den Feinden über die Mauer geworfen, um zu zeigen, dass eine baldige Übergabe nicht zu erwarten sei.

## Geschichte
Tatsächlich war die alte Bezeichnung des Kernen Beiburg. Auch heute noch tragen die Gewanne auf der Nord- und Südseite diese Bezeichnung. Nach einer alten mündlichen Überlieferung aus Rommelshausen stand auf dem Kernen einst eine Burg. Nach der Ortschronik von Rommelshausen befand sich auf dem Kernen ein keltischer Ringwall, von dem allerdings keine Spuren zu finden sind. Zahlreiche archäologische Funde am Kernen bis zurück in die Bronzezeit und keltische Hügelgräber zeigen, dass der Berg seit alter Zeit für die Anwohner von Bedeutung war.
Überreste einer mittelalterlichen Burg konnten auf dem Kernen jedoch nicht entdeckt werden. Einige Vertiefungen im Gelände sind keine Reste von Gebäuden, sondern ohne Zweifel Reste von Splitterschutzgräben aus dem Zweiten Weltkrieg. Denkbar ist, dass der Kernen als eine natürliche Fliehburg genutzt wurde. Dazu wurden keine Wallanlagen aufgeworfen, sondern Umzäunungen aus Hainbuchen- und Brombeergestrüpp (Gebück) angelegt. Nach Eugen Bellon könnte eine Nutzung des Kernen als Zufluchtsstätte während der Ungarnkriege hinter der Sage mit der Belagerung der Beiburg stecken.
Die im Rahmen der Gemeindereform 1975 aus der Zusammenlegung der beiden Gemeinden Stetten im Remstal und Rommelshausen entstandene Gemeinde Stetten-Rommelshausen wurde kurze Zeit später mithilfe eines Namenswettbewerbs nach dem in unmittelbarer Nachbarschaft gelegenen Berg in Kernen (im Remstal) umbenannt.